# Teorija brojeva
Teorija brojeva je grana opće matematike koja izučava svojstva cijelih brojeva. Nekad se naziva kraljicom matematike zbog svog temeljnog položaja u matematičkoj znanosti. Jedna aplikacija teorije brojeva je u modernoj kriptografiji.
Teoretičari brojeva proučavaju prim brojeve kao i osobine objekata sačinjenih od cijelih brojeva (npr. racionalni brojevi) ili definira generalizacije cijelih brojeva (npr. algebarski cijeli brojevi). 
Cijeli brojevi se mogu razmatrati bilo samostalno ili kao rješenja jednadžbi (diofantska geometrija). Pitanja u teoriji brojeva se najbolje mogu shvatiti proučavanjem analitičkih objekata (npr. Riemannove zeta funkcije) koji objašnjavaju osobine cijelih brojeva, prim brojeva ili drugih objekata teorije brojeva u nekom pogledu (analitička teorija brojeva). Također se mogu proučavati i realni brojevi u odnosu racionalne brojeve npr. koji se aproksimiraju drugima (diofantska aproksimacija). 
Stariji izraz za teoriju brojeva je aritmetička teorija. Početkom 19. stoljeća, naziv aritmetička teorija je zamijenjen pojmom teorija brojeva (riječ aritmetička se koristi u razgovornom jeziku u značenju elementarnog računa; također se koristi i u drugim značenjima u matematičkoj logici, kao u Peano aritmetici, računarskoj znanosti, kao i aritmetici plutajuće točke). Korištenje pojma aritmetički u teoriji brojeva je zaostalo u nekim slučajevima do druge polovine 20. stoljeća, jednim dijelom uglavnom kroz francuski uticaj. Općenito, aritmetički pojam se preferira kao pridjev u teoriji brojeva.  